# Eudalio Arriaga
Pour les articles homonymes, voir Arriaga.
Eudalio Eulises Arriaga Blandón (né le 19 septembre 1975 à Turbo en Colombie) est un joueur de football international colombien, qui évolue au poste d'attaquant.

## Biographie

### Carrière en sélection
Avec l'équipe de Colombie, il dispute 14 matchs (pour un but inscrit) entre 2001 et 2004. Il figure notamment dans le groupe des sélectionnés lors de la Copa América de 2001.
Il dispute également la Coupe des confédérations de 2003. Lors de cette compétition organisée en France, il joue quatre matchs : contre la France, Nouvelle-Zélande, le Cameroun et la Turquie. Son équipe se classe 4e du tournoi.

## Palmarès
| Deportiva Junior - Championnat du Mexique (2) : - Champion : 2005 (Ouverture) et 2006 (Ouverture). Danubio - Championnat d'Uruguay (1) : - Champion : 2007 (Clôture). |  | Colombie - Copa América (1) : - Vainqueur : 2001. |